# Румегу (Тарн)
Румегу́ (фр. Roumégoux, окс. Romegós) — коммуна во Франции, находится в регионе Юг — Пиренеи. Департамент — Тарн. Входит в состав кантона О-Даду. Округ коммуны — Альби.
Код INSEE коммуны — 81233.

## География

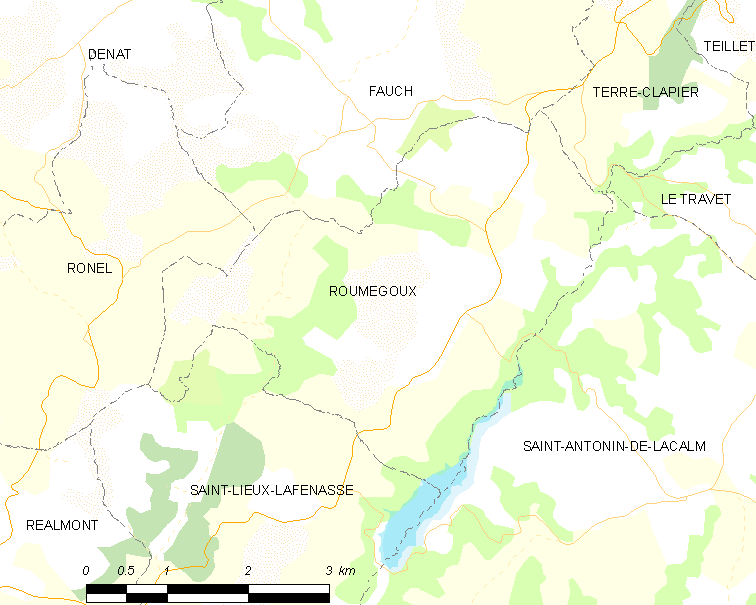
Карта коммуны

Коммуна расположена приблизительно в 570 км к югу от Парижа, в 70 км восточнее Тулузы, в 17 км к юго-востоку от Альби.
На юге коммуны расположено озеро Банкалье (фр. Bancalié).

## Климат
Климат умеренно-океанический. Зима мягкая и дождливая, лето жаркое с частыми грозами. Ветры довольно редки.

## Население
Население коммуны на 2010 год составляло 240 человек.
| 1962 | 1968 | 1975 | 1982 | 1990 | 1999 | 2010 |
| ---- | ---- | ---- | ---- | ---- | ---- | ---- |
| 305  | 276  | 245  | 213  | 180  | 188  | 240  |

## Экономика
В 2007 году среди 140 человек в трудоспособном возрасте (15—64 лет) 92 были экономически активными, 48 — неактивными (показатель активности — 65,7 %, в 1999 году было 66,7 %). Из 92 активных работали 81 человек (44 мужчины и 37 женщин), безработных было 11 (6 мужчин и 5 женщин). Среди 48 неактивных 15 человек были учениками или студентами, 20 — пенсионерами, 13 были неактивными по другим причинам.